# مهندسی هستی‌شناسی

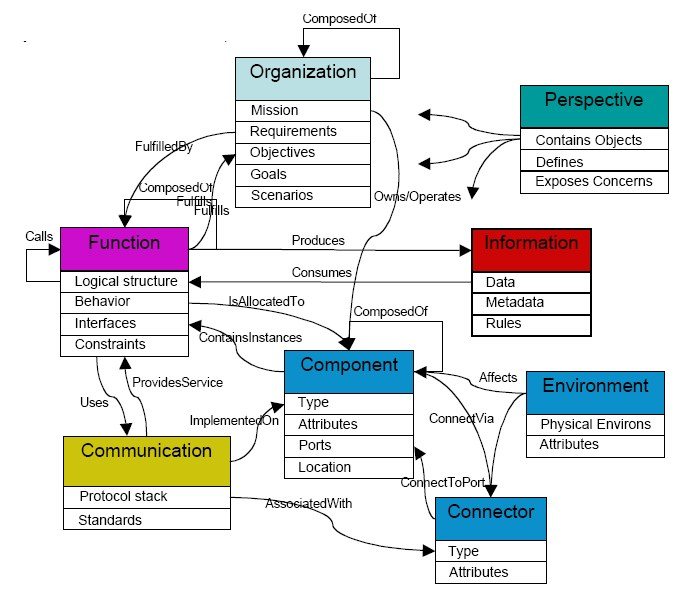
نمونه ای از هستی‌شناسی سطح بالای MBED ساخته شده بر اساس مجموعه اسمی نماها.

در دانش رایانه، دانش اطلاعات و مهندسی سامانه‌ها، مهندسی هستی‌شناسی رشته‌ای است که روش‌ها و متدولوژی‌های ساخت هستی‌شناسی‌ها را مطالعه می‌کند که شامل نمایش، نام‌گذاری رسمی و تعریف مقوله‌ها، ویژگی‌ها و روابط بین مفاهیم، داده‌ها و موجودیت‌ها می‌شود. در مینای گسترده‌تر، این زمینه همچنین شامل ساخت دانش از یک دامنه با استفاده از نمایش‌های هستی‌شناسانهٔ رسمی مانند زبان هستی شناسانهٔ وب (OWL/RDF) می‌باشد. بازنمایی در مقیاس بزرگ از مفاهیم انتزاعی مانند اعمال، زمان، اشیاء فیزیکی و باورها، نمونه ای از مهندسی هستی‌شناسی خواهد بود. مهندسی هستی‌شناسی یکی از حوزه‌های هستی‌شناسی کاربردی است و می‌توان آن را کاربردی از هستی‌شناسی فلسفی دانست. ایده‌های اصلی و اهداف مهندسی هستی‌شناسی نیز در مدل‌سازی مفهومی محور هستند.